# Shauntay Henderson
Shauntay Henderson, född 18 oktober 1982 i Kansas City i Missouri är en amerikansk brottsling dömd för dråp.
Den 2 september 2006 sköt Henderson en man, DeAndre Parker,  till döds. Hon flydde, och den 31 mars 2007 efterlystes hon av FBI som placerade henne på sin FBI Ten Most Wanted Fugitives-lista. Hon var då den 486 personen, och den åttonde kvinnan på listan sedan den började användas 1950.
En belöning på upp till 100 000 dollar utfästes för tips som ledde till Henderson gripande, och samma dag hon efterlystes greps hon i Kansas City i Missouri. Hon dömdes till tio års fängelse, men blev villkorligt frigiven efter att ha avtjänat tre år. Efter fem månader på fri fot greps hon för olaga vapeninnehav. Den 4 maj 2012 dömdes Henderson till sju års fängelse, och att avtjäna den resterande tiden av sitt straff för dråpet av Parker. Straffen avtjänas efter varandra.